# Матвій Гвинтовка
Гвинтовка Матвій Микитович (? — після 1672) — ніжинський полковник в 1663–1667 роках, представник козацької голоти, вибився в люди за Івана Брюховецького.

## Біографія
Був запорозьким козаком. Перебував у складі делегації гетьмана І. Брюховецького, яка у 1665 році прибула до Москви для укладення договору, проте підписати цей договір відмовився, вважаючи його нерівноправним. Повернувшись в Україну, почав викривати Брюховецького за його проросійську політику. В 1667 році був позбавлений посади ніжинського полковника, заарештований, згодом кинутий до в'язниці, де просидів до падіння Брюховецького в 1668 р. (за іншими даними кинутий до в'язниці за вбивство власної дружини, яке трапилось на Пилипівку (18.11.(27.12.) 1666). За доноси на козацьку старшину отримав від Москви чин Генерального осавула (1668—1672).
Згодом зблизився з гетьманом Дем'яном Многогрішним. Очолював делегацію гетьманського уряду на переговорах з московським урядом, за що знову був призначений полковником ніжинським. Підписав Глухівські статті, в 1671 — наказний гетьман. У 1672 р., після арешту Д.Многогрішного, також був арештований, відправлений у Москву і засланий довічно до Сибіру.

## У мистецтві
- Роман «Чорна рада. Хроніка 1663 року», Пантелеймон Куліш.[1]